# Brăești (Buzău)
Brăești is een Roemeense gemeente in het district Buzău.
Brăești telt 2491 inwoners.